# لشکر سیزدهم کوهستان وافن اس‌اس هنت‌شار (یکم کروات)

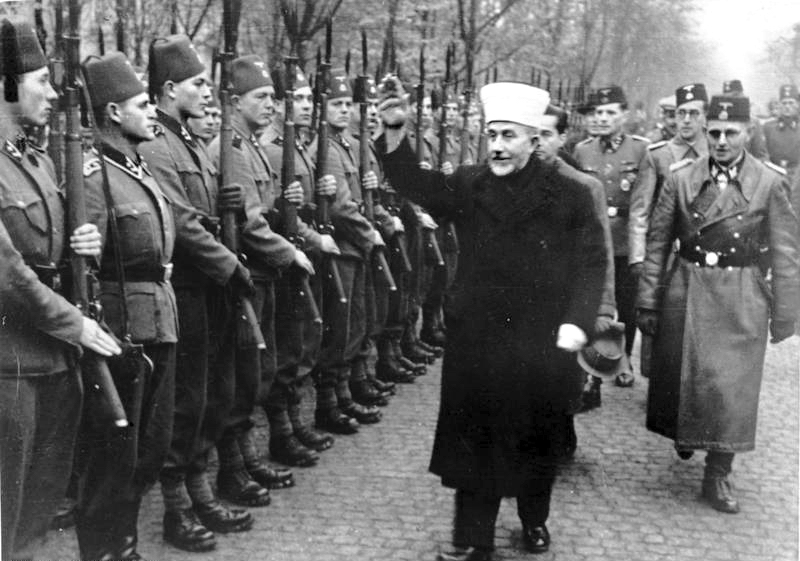
محمد امین الحسینی، مفتی اعظم فلسطین در حال سان دیدن از لشکر خنجر.

لشکر مسلح کوهستانی سیزدهم اس‌اس خنجر در کرواسی معروف به لشکر خنجر (به آلمانی: Die 13. Waffen-Gebirgs-Division der SS "Handschar", kroatische Nr. 1) یکی از لشکرهای تفنگ‌داران کوهستانی وافن اس‌اس بود که در کنار ارتش آلمان نازی خدمت می‌کرد ولی هرگز بخشی از ارتش آلمان نازی نبود. این لشکر در خدمت دولت مستقل کرواسی بود و به منظور انجام عملیات علیه پارتیزان‌های یوگسلاو، وارد درگیری‌ها می‌شد. دولت مستقل کرواسی، یک دولت دست نشانده آلمان نازی بود که تقریباً تمام کرواسی امروزی و همه بوسنی و هرزگوین امروزی و بخشی از صربستان را در بر می‌گرفت. لشکر خنجر از مارس تا دسامبر ۱۹۴۴ به کار گرفته شد. این لشکر به افتخار خنجری که پلیس‌های ترک در قرونی که این منطقه بخشی از امپراتوری عثمانی بود حمل می‌کردند خنجر نامیده شد. این لشکر اولین لشکر غیر آلمانی وافن اس‌اس بود، و تشکیل آن نشان دهنده بسط وافن اس‌اس به یک نیروی نظامی چند قومی بود. این لشکر که از مسلمانان بوسنیایی (قومیت بوسنیاک) و برخی کاتولیک‌های کروات و افسران یوگسلاو فولکس‌دویچه آلمانی (قومیت آلمانی) تشکیل شده بود سوگند وفاداری هم به آدولف هیتلر و هم به رهبر کروات آنتی پاولیچ را درخواست می‌کرد.